# Sunset (Arkansas)
Sunset – miasto w Stanach Zjednoczonych, w stanie Arkansas, w hrabstwie Crittenden.